# ジョン・ルイス (ボクサー)
ジョン・ルイス（John Ruiz、1972年1月4日 - ）は、アメリカ合衆国のプロボクサー。メリーランド州チェルシー出身。元WBA世界ヘビー級王者。ラテン系で初めてのヘビー級世界王者。

## 来歴
1988年、米国マサチューセッツ州サマビルのサマビルボクシングクラブにてボクシングを始める。
2000年8月12日、WBA世界ヘビー級王座決定戦をイベンダー・ホリフィールドと対戦したが、判定負けで王座獲得に失敗。
2001年3月3日、イベンダー・ホリフィールドとリマッチを行い、判定勝ち。王座を獲得した。以後、2度防衛に成功。
2003年3月1日、ライトヘビー級からクルーザー級を飛ばして4階級制覇を狙ったロイ・ジョーンズ・ジュニアに判定負けし王座から陥落した。
2003年12月13日、WBA世界ヘビー級暫定王座決定戦でハシーム・ラクマンを3-0の判定勝ちを収め王座を獲得した。この試合は8大タイトルマッチの一環として行われた。
2004年2月20日、ロイ・ジョーンズ・ジュニアがライトヘビー級に再転向し正規王座に認定された。
2005年4月30日、ジェームズ・トニーと対戦。0-3の判定負けとなったものの、試合後にトニーの禁止薬物使用が発覚し、ノーコンテストに裁定が変更された。
2005年12月17日、ニコライ・ワルーエフに0-2の判定負けを喫し、王座から陥落した。
2006年11月18日、WBA世界ヘビー級王座挑戦者決定戦でルスラン・チャガエフと対戦し、1-2の判定負け。
2008年3月8日、WBC世界ヘビー級王座挑戦者決定戦でジャミール・マクラインと対戦し、3-0の判定勝ち。
2008年8月30日、WBA世界ヘビー級王座決定戦でニコライ・ワルーエフと再戦し、0-3の判定負けで王座返り咲きならず。
2010年4月3日、WBA世界ヘビー級王者デビッド・ヘイに挑戦し、4度のダウンを奪われた上で9回タオル投入によるTKO負けで王座返り咲きならず。

## 人物
物静かな性格だったことと、ひたすら打ってはすぐクリンチという消極的とも見られるファイトスタイルを揶揄され「静かなる男」と称されていたが、入場時には花道を走ってリングインしていた。